# Monasteri del Nagorno Karabakh
I Monasteri del Nagorno Karabakh (Artsakh) sono numerosi e quasi tutti risalenti nel loro impianto originario all'Alto Medioevo. Alcuni si presentano in ottime condizioni, altri sono semi diroccati a causa del loro stato di abbandono che ha interessato principalmente i siti al di fuori dell'Oblast Autonomo del Nagorno Karabakh dove la percentuale di popolazione armena era più bassa di quella azera.

## Origini
Nel primo Medioevo, l'Artsakh e le vicine province di Utik e Paytakaran, tutte facenti parte del Regno di Armenia, divennero obiettivo di una intensa attività missionaria evangelizzatrice ad opera di importanti figure religiose di origine armena fra le quali la più importante è quella di san Gregorio Illuminatore, morto nel 337 ed al quale si deve il battesimo dell'Armenia come primo paese cristiano nel 301.
Un altro importante esponente fu Mesrop Mashtots (361-440), inventore dell'alfabeto armeno e fondatore nel monastero di Amaras della prima scuola armena di scrittura.
L'opera di questi esponenti religiosi e dei loro discepoli portò alla costruzione di chiese e monasteri nei luoghi ove essi predicarono ed insegnarono; la loro attività fu accompagnata e seguita da monaci che redassero manoscritti.
I monasteri divennero anche nell'Artsakh dei centri culturali oltre che sedi del potere religioso e presidi di difesa per la popolazione.

## Descrizione
Come la maggior parte dei monasteri armeni, anche quelli del Nagorno Karabakh presentano una struttura piuttosto lineare, quanto meno nel loro impianto originario. Tufo e calcare rappresentano i principali materiali da costruzione che formano il nucleo delle pareti. Quelle degli edifici più grandi e prestigiosi sono ricoperte esternamente da blocchi accuratamente tagliati cosme accade ad esempio nei monasteri di Gandzasar e Dadivank. Le strutture più modeste usano invece uno stile di costruzione più semplice e povero con pietre tagliate meno accuratamente.
Una caratteristica delle chiese e dei monasteri dell'Artsakh è quella di avere molte iscrizioni murali che forniscono dati relativi alla costruzione dell'edificio: la data, il nome del committente e spesso anche quello dell'architetto. Questa particolarità è più evidente in Artsakh che in Armenia
Molti presentano il caratteristico gavit, alcuni con copertura a volta, sorta di vestibolo adibito anche a sala riunioni.
Altra peculiarità di molti monasteri è il muro di cinta con specifici scopi difensivi: esso circonda la struttura principale ed è munito di torrette cilindriche ai quattro angoli. In alcuni casi all'interno dell'area vi è un ulteriore cortile. Non mancano, dentro e fuori dalla cinta muraria, i classici Khachkar dell'architettura armena.

## Suddivisione per province

### Goranboy
- Tzara surb Astvatzatzin
- Dadivank
- Mesropavank

### Agdere
- Sarakhach
- Yeghishe Arakyal
- Gandzasar
- Horekavankh
- Vankasar
- Koshik Anapat
- Yerits Mankants
- Metsaranits
- Khatravank

### Askeran
- Tzara Anapat
- Berdavank
- Shikakar
- Tarnagyut
- Okhti Yeghtsi
- Odzkavank

### Lachin
- Tzitzernavank
- Arakhish
- Dzoravank
- Amutegh

### Khojavend
- Bri Yeghtsi
- Amaras

### Shusha
- Hoghotegh

### Khojavend
- Gtchavank
- Katarovank